# Distrito electoral de South Dorset

Ubicación de South Dorset dentro de Dorset.

South Dorset es un distrito electoral representado en la Cámara de los Comunes del Parlamento del Reino Unido. Se ubica en el condado de Dorset y fue creado en el año 1885. Elige a un Miembro del Parlamento a través del sistema de escrutinio uninominal mayoritario.
Actualmente (año 2008), Jim Knight (Partido Laborista) es Miembro del Parlamento por esta circunscripción electoral.

## Límites
La circunscripción incluye un área similar a la del borough de Weymouth y Pórtland y el distrito de Purbeck, en el condado de Dorset. Weymouth es una de las pocas localidades grandes de Dorset, mientras que Purbeck es principalmente rural. La circunscripción incluye el campo del ejército de Bovington.

## Historia
En las elecciones de 1997, el Partido Conservador se ganó el derecho a representar South Dorset en el Parlamento, con una ventaja de sólo 77 votos sobre el siguiente candidato, haciendo de éste uno de los márgenes más insignificantes en el Reino Unido. En las elecciones de 2001, la escasa diferencia entre los dos principales candidatos volvió a darse, sólo que esta vez a favor de los laboristas: Jim Knight (Partido Laborista) se aseguró el asiento en representación de South Dorset con un pequeño margen de 153 votos sobre el segundo candidato, convirtiéndolo en el MP que había ganado con la menor ventaja en las elecciones de ese año. Knight esperaba tener otras elecciones difíciles en 2005; no obstante, esta vez ganó por un margen de 1.812 votos, hecho que seguramente estuvo vinculado con la campaña anti-conservadora llevada a cabo por el cantante Billy Bragg y que contrastó con lo sucedido en otras áreas en las que el Partido Laborista sufrió un declive en su popularidad.